# Innerstetal von Langelsheim bis Groß Düngen
Innerstetal von Langelsheim bis Groß Düngen este o arie protejată (arie de protecție specială avifaunistică — SPA) din Germania întinsă pe o suprafață de 554 ha, integral pe uscat.

## Localizare
Centrul sitului Innerstetal von Langelsheim bis Groß Düngen este situat la coordonatele 52°03′03″N 10°16′12″E / 52.0508°N 10.27°E.

## Înființare
Situl Innerstetal von Langelsheim bis Groß Düngen a fost declarat arie de protecție specială avifaunistică în august 2001 pentru a proteja 14 specii de animale.

## Biodiversitate
Situată în ecoregiunea continentală, aria protejată nu include niciun habitat protejat.
La baza desemnării sitului se află mai multe specii protejate de  păsări (14): fluierar de munte (Actitis hypoleucos), pescăruș albastru (Alcedo atthis), Anas platyrhynchos platyrhynchos, rață-cu-cap-castaniu (Aythya ferina), rața moțată (Aythya fuligula), Charadrius dubius curonicus, barză neagră (Ciconia nigra), erete de stuf (Circus aeruginosus), privighetoare (Luscinia megarhynchos), Mergus serrator, gaia neagră (Milvus migrans), gaia roșie (Milvus milvus), Rallus aquaticus aquaticus, Tachybaptus ruficollis ruficollis.